# Idahoa scapigera
Idahoa scapigera – gatunek roślin z rodziny kapustowatych (Brassicaceae). Jest jedynym przedstawicielem monotypowego rodzaju Idahoa A. Nelson & J. F. Macbr.. Występuje w zachodniej części Ameryki Północnej od Kolumbii Brytyjskiej do Kalifornii. Jako roślina introdukowana stwierdzona została w Europie, Afryce i Azji.

## Morfologia

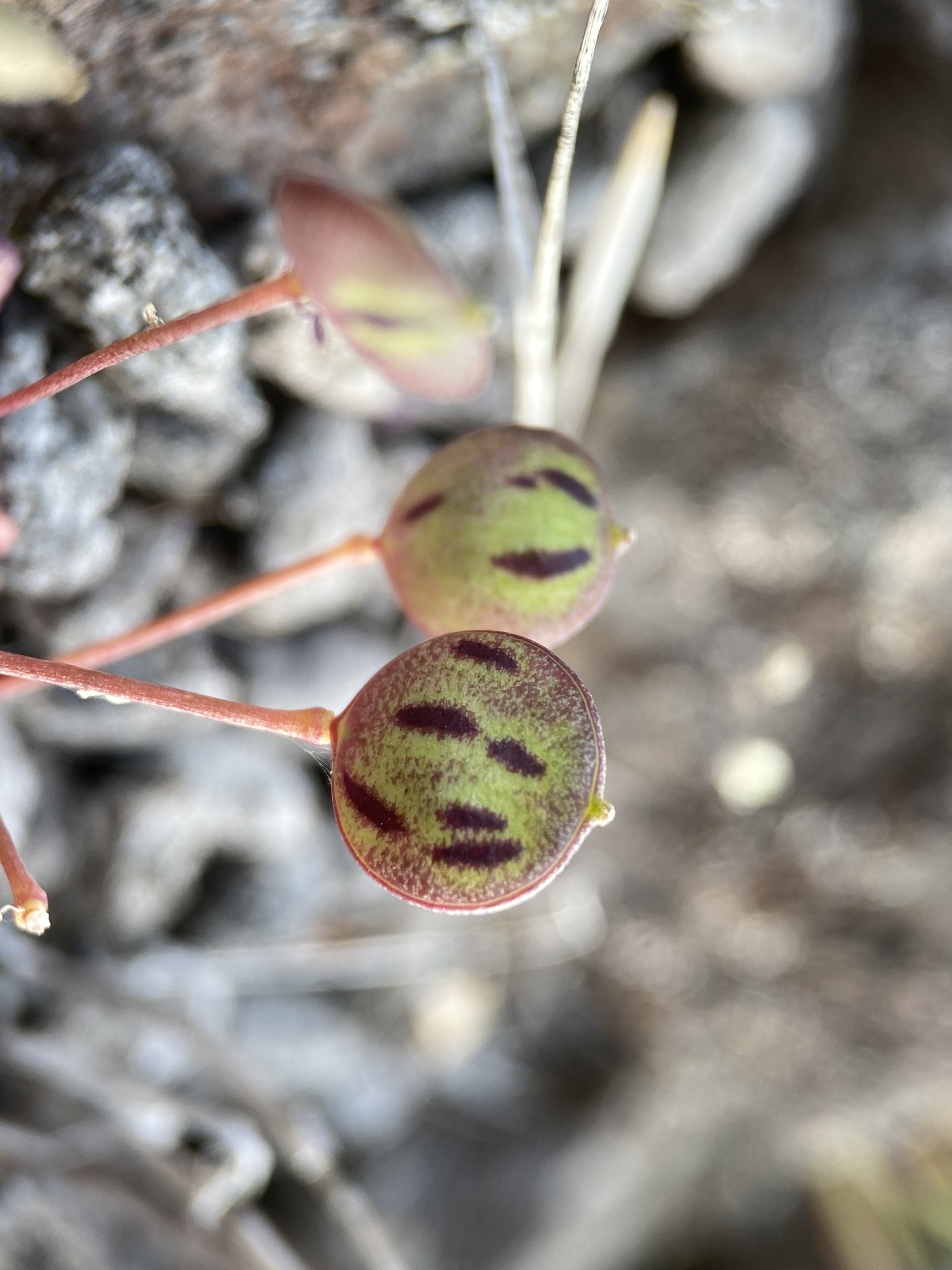
Owoce

PokrójRoślina jednoroczna, bezłodygowa, nieogruczolona i naga.
LiścieTylko liście odziomkowe skupione w rozetę, długoogonkowe, całobrzegie do lirowatych.
KwiatyWyrastają pojedynczo na szypułkach niewydłużających się w czasie owocowania, wyrastających spomiędzy liści rozety przyziemnej. Działki kielicha podługowate, podnoszące się lub rozpostarte, nie rozdęte u nasady. Płatki korony białe, bez paznokcia. Pręcików 6, z czego cztery słabo dłuższe. Zalążnia zawiera od 6 do 10 zalążków. Szyjka słupka zakończona główkowatym, całobrzegim znamieniem.
OwoceKoliste lub jajowate spłaszczone łuszczynki zawierające spłaszczone nasiona. Nasiona położone w dwóch rzędach.

## Systematyka
Gatunek należy do monotypowego rodzaju Idahoa, zaliczanego do także monotypowego plemienia Idahoa w rodzinie kapustowatych Brassicaceae – nie udało się ustalić pokrewieństwa tego rodzaju z innymi w obrębie rodziny, w tym mimo pełnego sekwencjonowania genu ndhF, stąd jego relacje filogenetyczne pozostają niejasne.